# Cloyes-sur-Marne
Cloyes-sur-Marne é uma comuna francesa na região administrativa do Grande Leste, no departamento de Marne. Estende-se por uma área de 6.29 km², e possui 127 habitantes, segundo o censo de 2018, com uma densidade de 20 hab/km².